# Pachypodium
Pachypodium ist eine Pflanzengattung in der Unterfamilie Apocynoideae innerhalb der Familie der Hundsgiftgewächse (Apocynaceae). Die Übersetzung von Pachypodium ist etwa „Dicker Fuß“. Die Madagaskarpalme (Pachypodium lamerei), auch Dickfuß genannt, ist als Zimmerpflanze beliebt, da sie sehr robust ist.

## Beschreibung

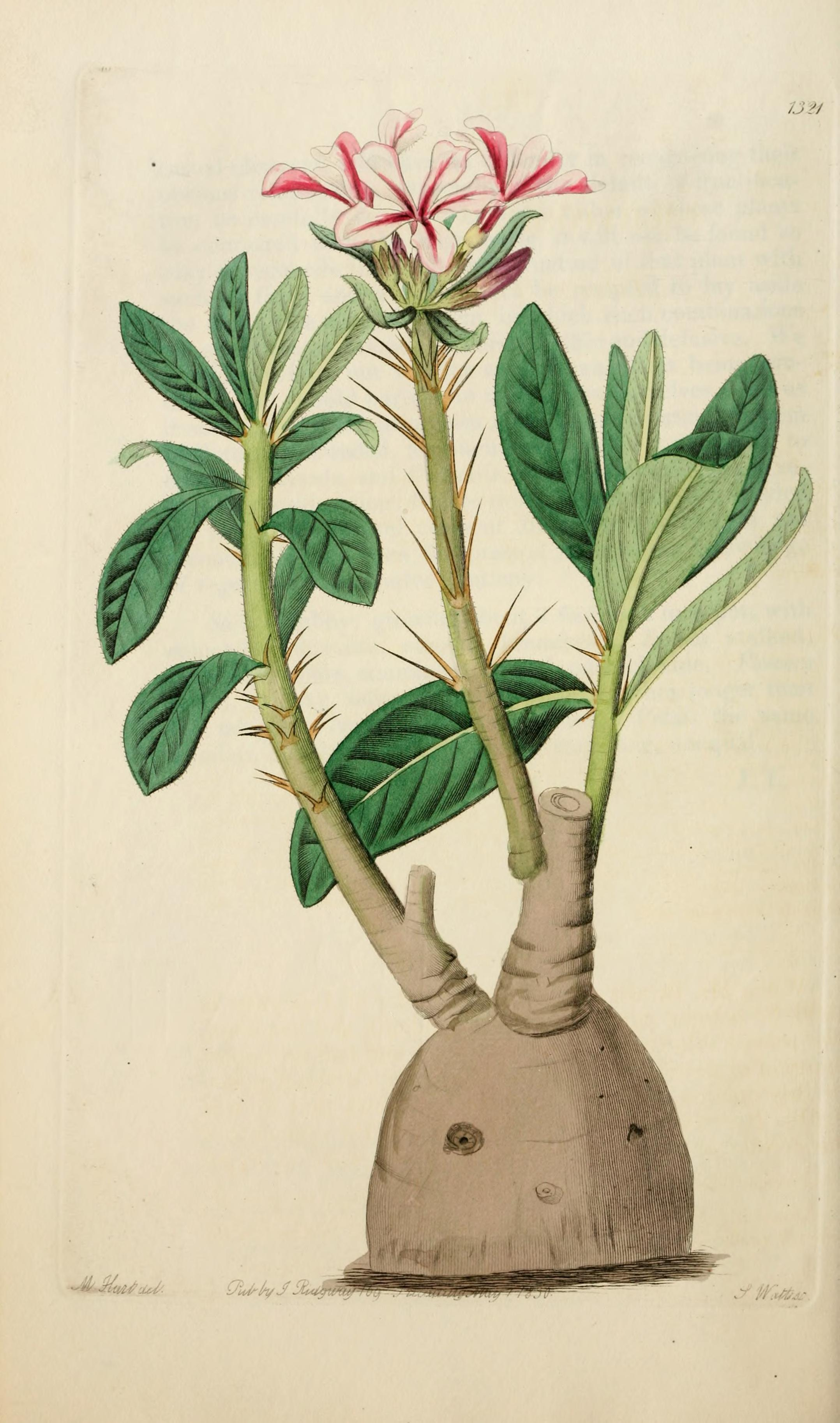
Illustration aus der Gattungsbeschreibung von 1830 – Pachypodium tuberosum

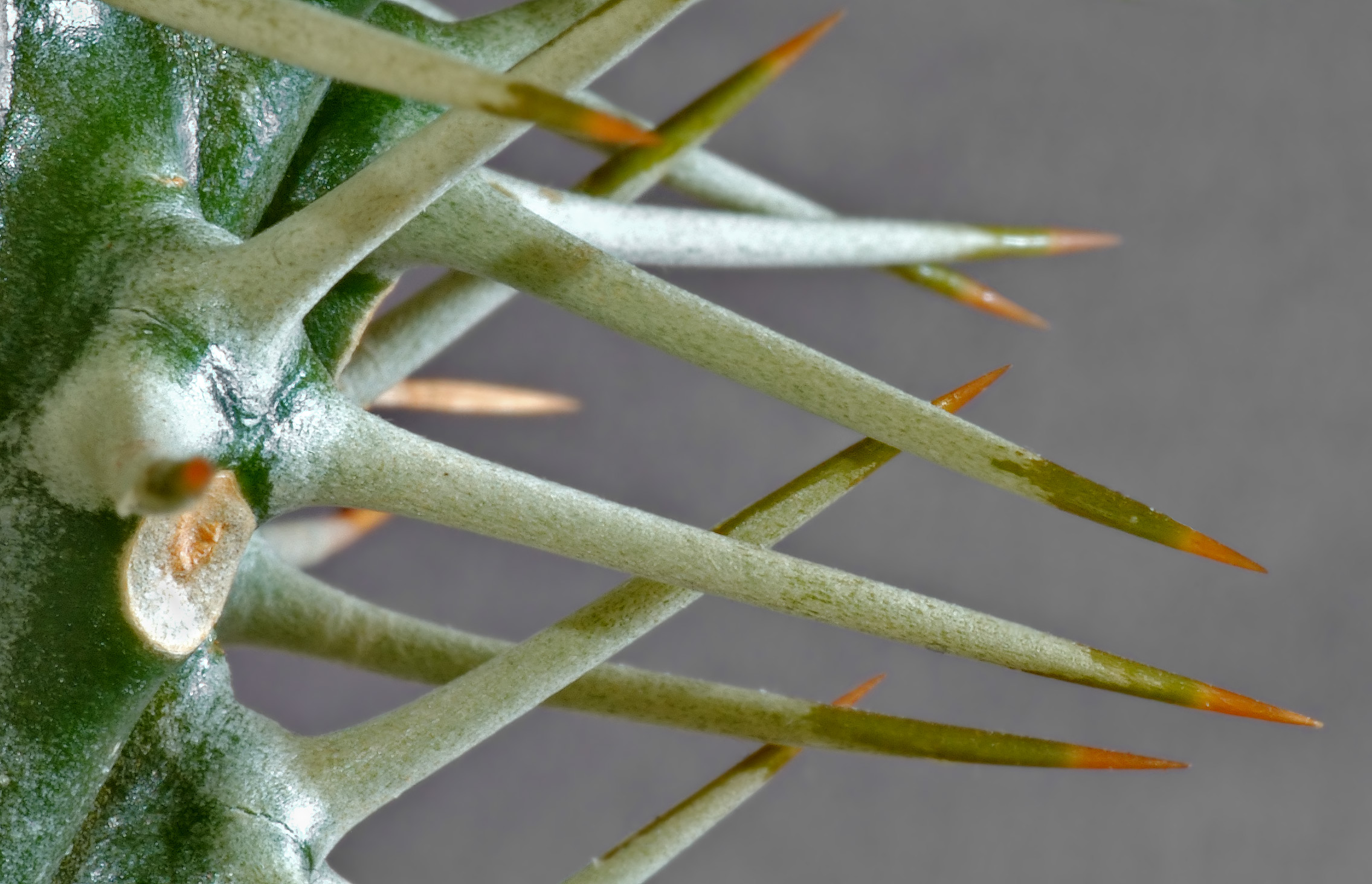
Dornen von Pachypodium lamerei

Pachypodium-Arten sind sukkulente Pflanzen mit wasserspeichernden Sprossachsen. Manche erreichen Wuchshöhen von bis zu 6 Meter. In der Vegetationszeit sind an den Sprossspitzen einfache Laubblätter vorhanden, die in der Trockenzeit abfallen. In den Blattachseln sind alle Arten mit zu Dornen umgebildeten Nebenblättern bewehrt. Die Dornen stehen entweder paarig oder zu dritt.
Die zwittrigen, fünfzähligen, radiärsymmetrischen Blüten sind relativ groß. Die fünf rosafarbenen bis weißen  oder gelben Kronblätter sind verwachsen.

## Ökologie
Von der Keimung bis zur ersten Blüte brauchen die Arten meist über zehn Jahre.

## Systematik und Verbreitung
Die Gattung Pachypodium wurde 1830 durch John Lindley aufgestellt. Als Typart wurde Pachypodium tuberosum festgelegt. Die Art gilt heute als Synonym zu Pachypodium succulentum.
Ein Synonym der Gattung ist Belonites E.Mey.

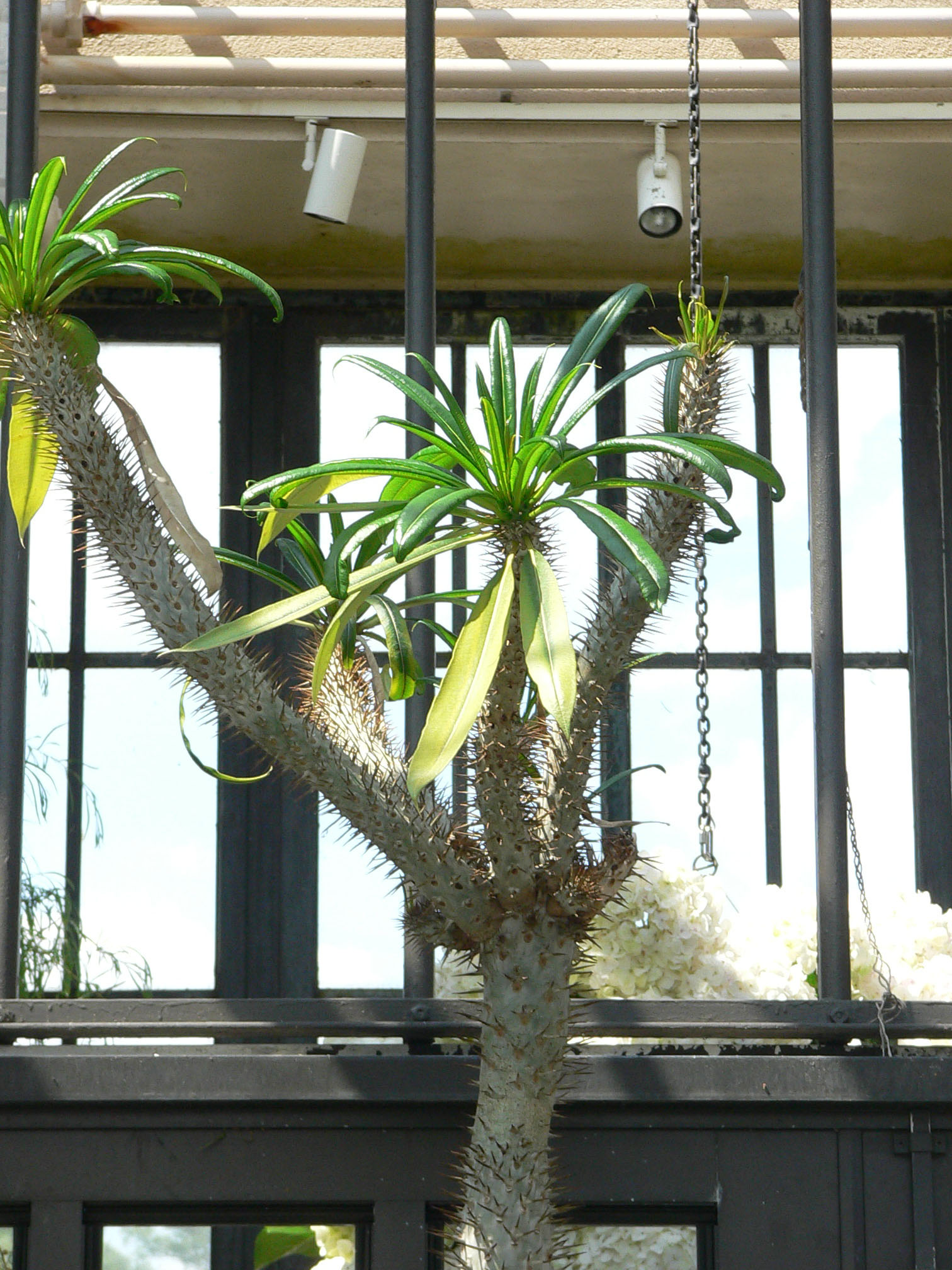
Pachypodium geayi, in Longwood Gardens

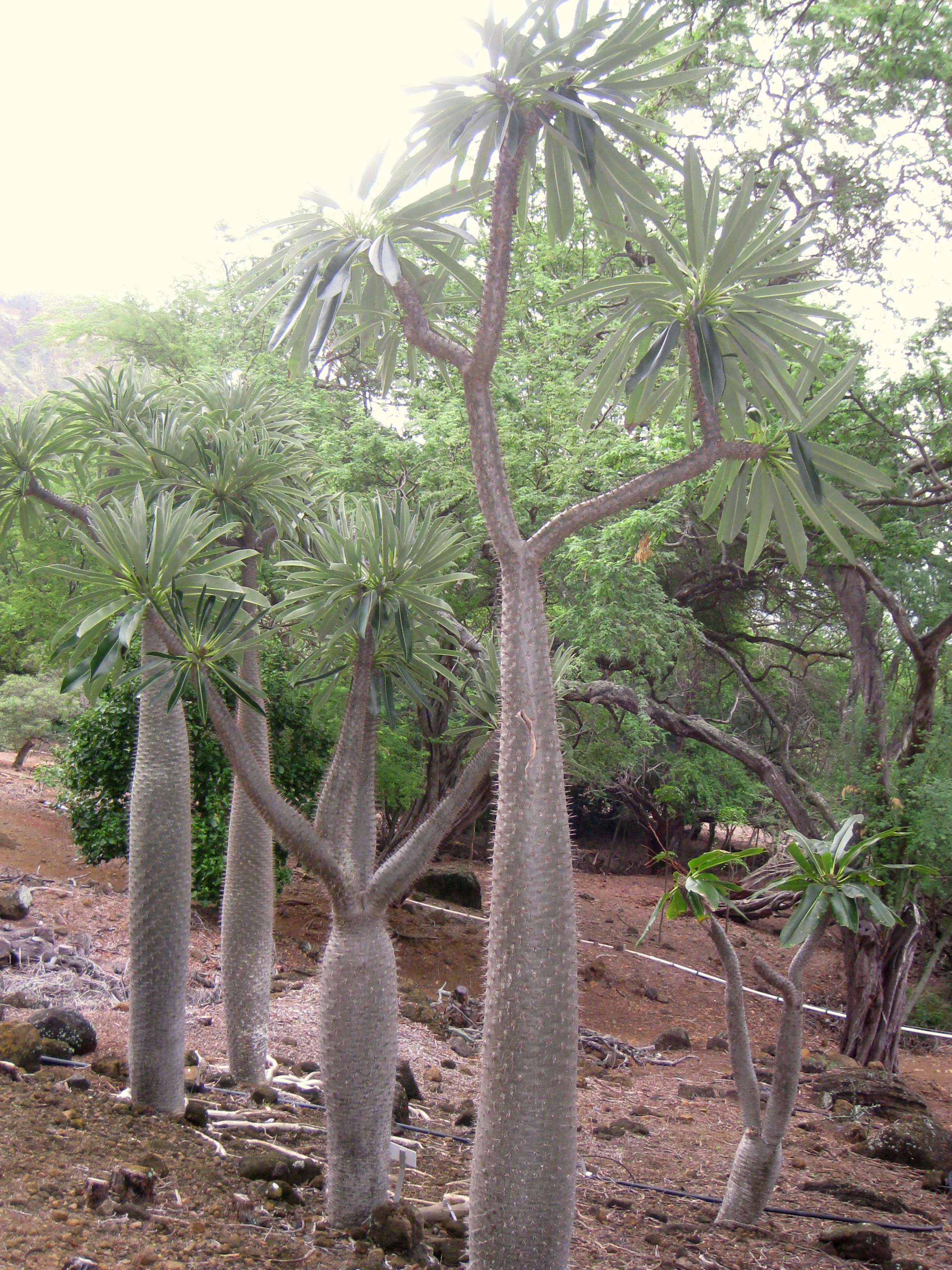
Pachypodium lamerei

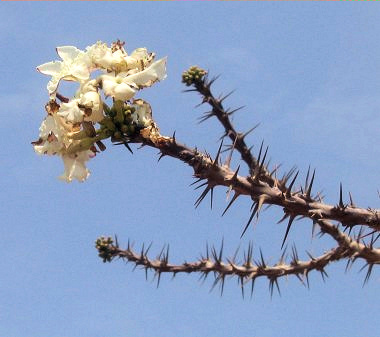
Pachypodium lealii, Blütenstand

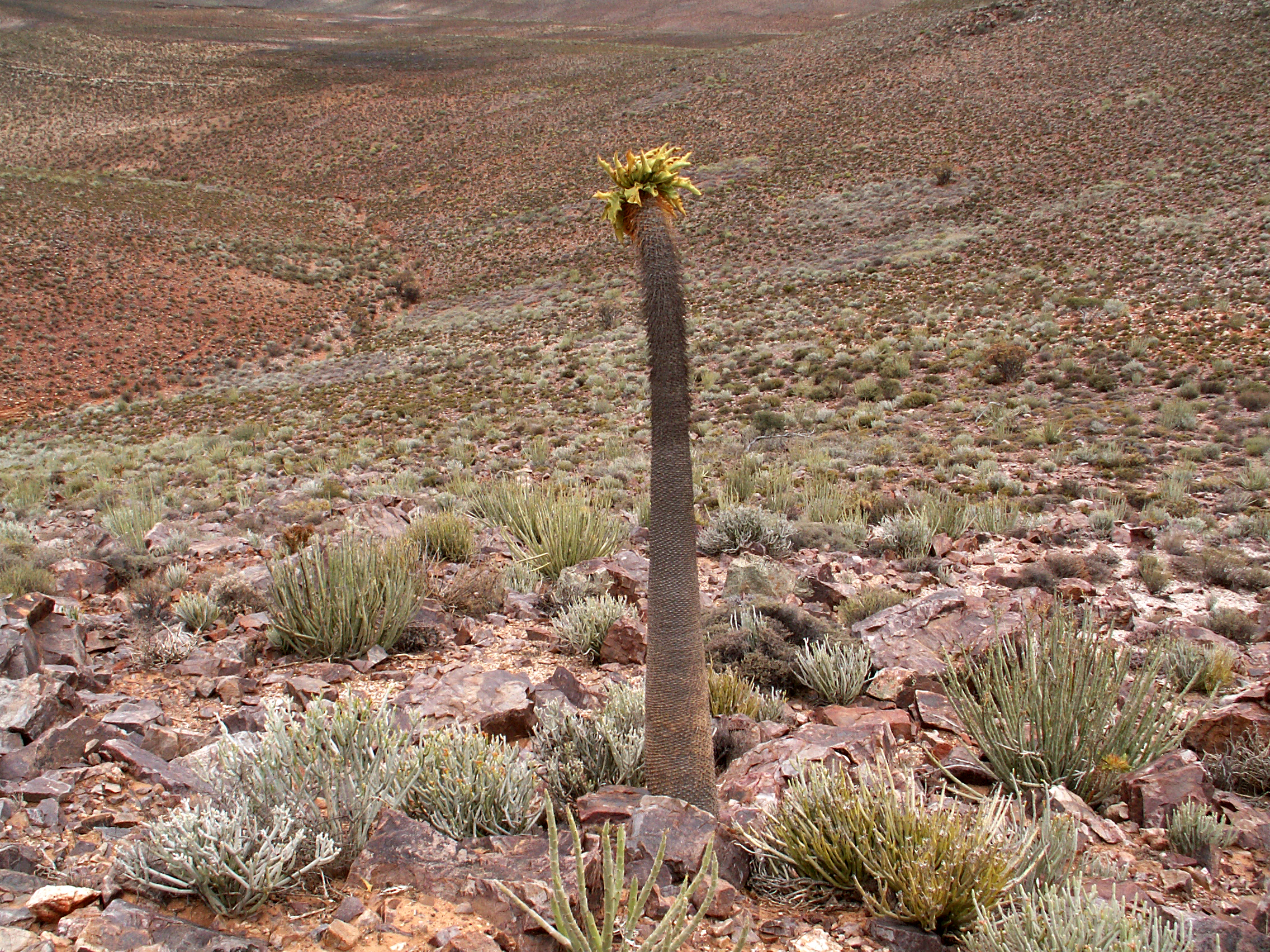
Pachypodium namaquanum, Habitus im Richtersveld-Nationalpark

Die Gattung hat ihr Verbreitungsgebiet in Südafrika, Namibia und Madagaskar. Sie umfasst folgende Arten:
- Pachypodium ambongense Poiss.: Nordwestliches Madagaskar[4]
- Pachypodium baronii Cost. & Bois: Nördliches Madagaskar[4]
- Pachypodium bispinosum (L.f.) A.DC.: Ostkap[4]
- Pachypodium brevicaule Baker: Zentrales Madagaskar[4]: Mit den Unterarten:
  - Pachypodium brevicaule subsp. brevicaule
  - Pachypodium brevicaule subsp. leucoxanthum Lüthy
- Pachypodium decaryi Poiss.: Nördliches Madagaskar[4]
- Pachypodium densiflorum Baker: Zentrales Madagaskar[4]. Mit den Varietäten:
  - Pachypodium densiflorum var. brevicalyx H.Perrier
  - Pachypodium densiflorum var. densiflorum
- Pachypodium eburneum Lavranos & Rapanarivo (Syn.: Pachypodium rosulatum var. eburneum (Lavranos & Rapanarivo) G.D.Rowley): Zentrales Madagaskar[4]
- Pachypodium enigmaticum Pavelka, Prokes, V.Vlk, Lavranos, Zídek & Ramav.: Die 2014 erstbeschriebene Art kommt in Madagaskar vor.[4]
- Pachypodium geayi Cost. & Bois: Südwestliches Madagaskar[4]
- Pachypodium × hojnyi Halda = Pachypodium densiflorum subsp. densiflorum × Pachypodium rosulatum subsp. rosulatum
- Pachypodium horombense Poiss.: Südlich-Zentrales Madagaskar[4]
- Pachypodium inopinatum Lavranos (Syn.: Pachypodium rosulatum var. inopinatum (Lavranos) G.D.Rowley): Nördlich-Zentrales Madagaskar[4]
- Madagaskarpalme (Pachypodium lamerei Drake; Syn.: Pachypodium lamerei var. ramosum (Costantin & Bois) Pichon): Südliches und südlich-zentrales Madagaskar[4].
- Pachypodium lealii Welw.: Südwestliches Angola bis nördliches Namibia.[4]
- Pachypodium menabeum Leandri: Westliches Madagaskar[4]
- Pachypodium mikea Lüthy[5]: Westsüdwestliches Madagaskar[4]
- Pachypodium namaquanum (Wyley ex Harv.) Welw.: Südliches Namibia bis Südafrika.[4]
- Pachypodium × rauhii Halda = Pachypodium brevicaule × Pachypodium densiflorum
- Pachypodium rosulatum Baker: Mit den Unterarten:
  - Pachypodium rosulatum subsp. bemarahense Lüthy & Lavranos: Westliches Madagaskar[4]
  - Pachypodium rosulatum subsp. bicolor (Lavranos & Rapanarivo) Lüthy: Westliches Madagaskar[4]
  - Pachypodium rosulatum subsp. cactipes (K.Schum.) Lüthy: Südöstliches Madagaskar[4]
  - Pachypodium rosulatum subsp. gracilius (H.Perrier) Lüthy: Südlich-zentrales Madagaskar[4]
  - Pachypodium rosulatum subsp. makayense (Lavranos) Lüthy[6]: Südlich-zentrales Madagaskar[4]
  - Pachypodium rosulatum subsp. rosulatum: Nördliches Madagaskar[4]
- Pachypodium rutenbergianum Vatke (Syn.: Pachypodium rutenbergianum var. meridionale H.Perrier): Nördliches und westliches Madagaskar[4]
- Pachypodium saundersii N.E.Br. (Syn.: Pachypodium lealii subsp. saundersii (N.E.Br.) G.D.Rowley): Südlich-tropisches und südliches Afrika.[4]
- Pachypodium sofiense (Poiss.) H.Perrier (Syn.: Pachypodium rutenbergianum var. sofiense Poiss.): Nördlich-zentrales und Westlich-zentrales Madagaskar[4]
- Pachypodium succulentum (L.f.) Sweet: Südliches Afrika[4]
- Pachypodium windsorii Poiss. (Syn.: Pachypodium baronii var. windsorii (Poiss.) Pichon): Nördliches Madagaskar[4]

## Bilder

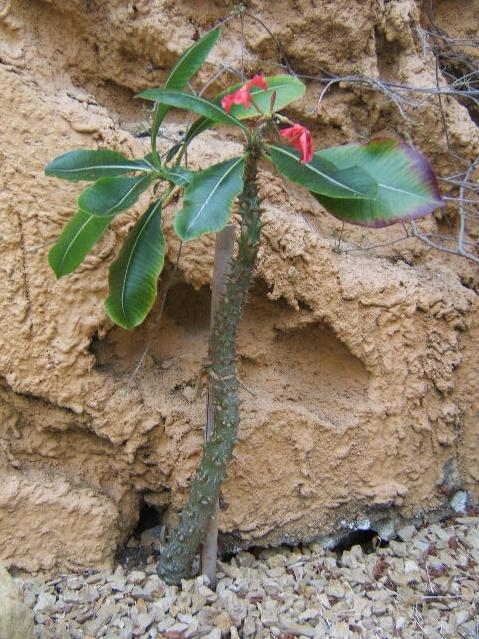
Pachypodium baronii, im Botanischen Garten von Neuchâtel in der Schweiz
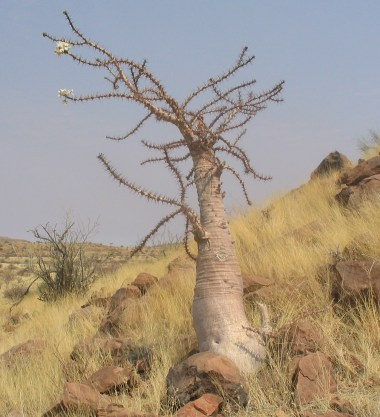
Pachypodium lealii, Habitus am Naturstandort
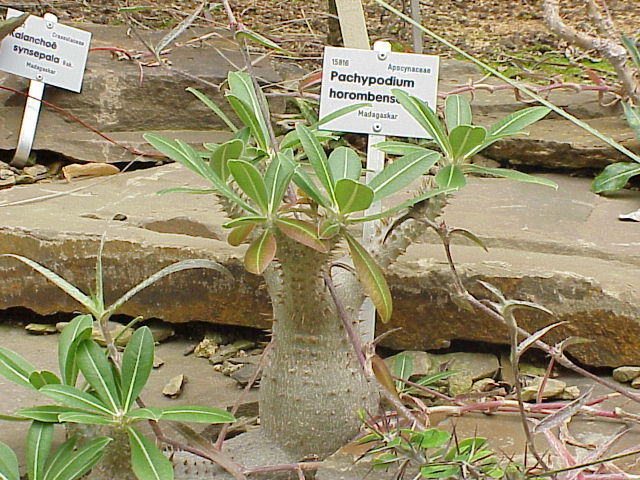
Pachypodium horombense, im Botanischen Garten
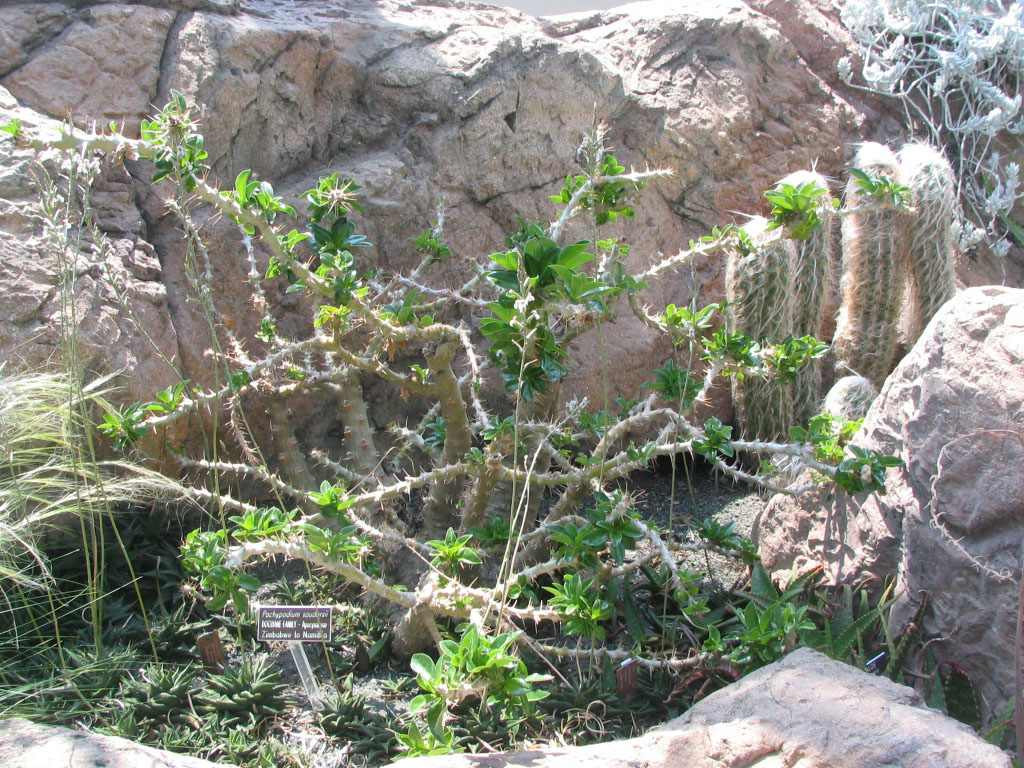
Pachypodium saundersii, im Botanischen Garten von Washington
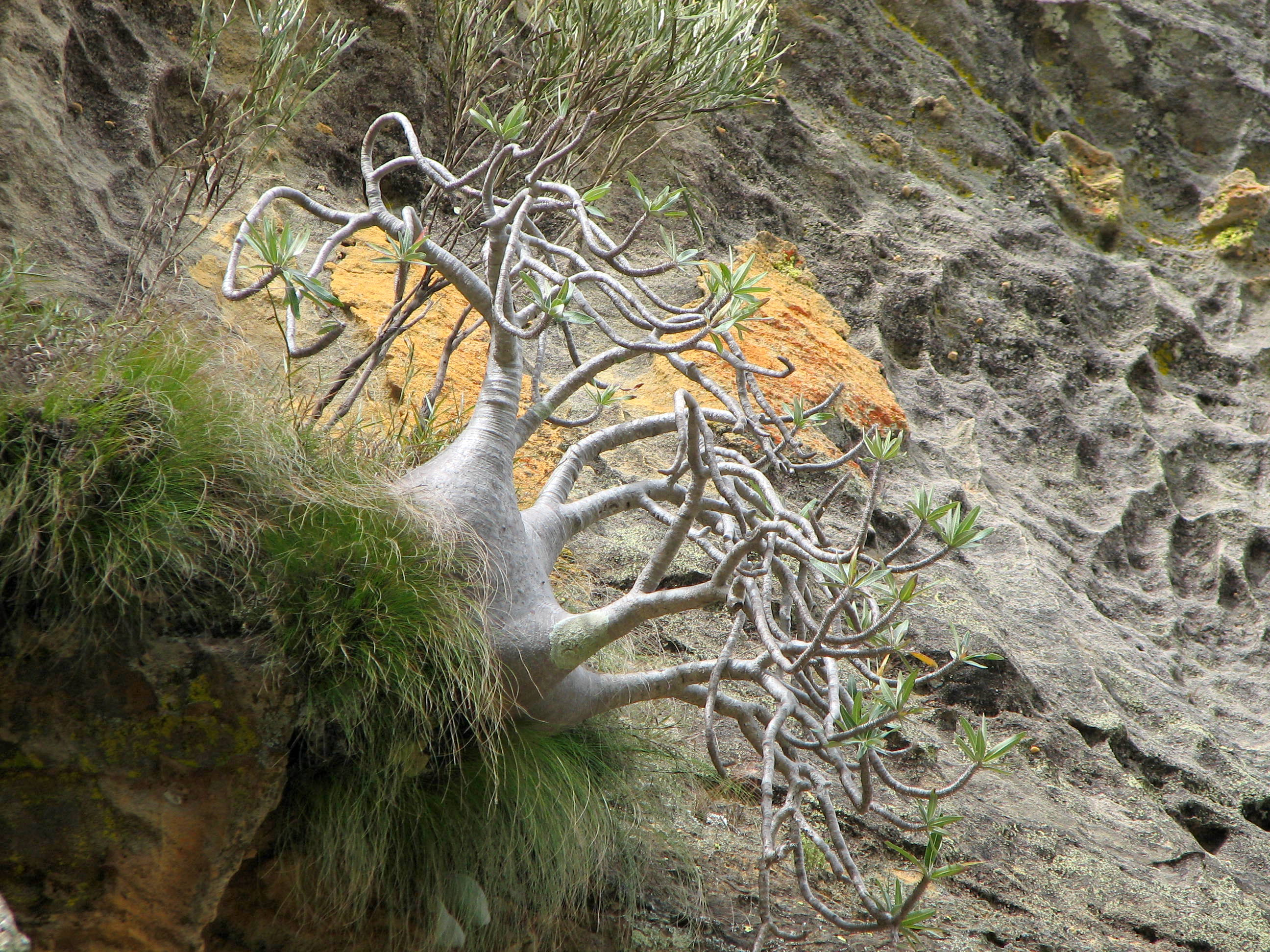
Pachypodium rosulatum var. gracilius, Madagaskar

## Weiterführende Literatur
- Dylan O. Burge, Kaila Mugford, Amy P. Hastings, Anurag A. Agrawal: Phylogeny of the plant genus Pachypodium (Apocynaceae). In: PeerJ. 1:e70, 2013 (doi:10.7717/peerj.70).